# آنادیا
شهر آنادیا (به پرتغالی: Anadia) در آنادیا مونیسیپالیتی، پرتغال در کشور پرتغال واقع شده‌است. جمعیت این شهر ۳٬۵۳۳ نفر  است. در تاریخ ۹ دسامبر ۲۰۰۴ به عنوان شهر شناخته شد.